# Качалов, Пётр Фёдорович
Пётр Фёдорович Качалов (ок. 15 мая 1780 — 19 сентября 1860) — русский адмирал.

## Биография
1 мая 1795 года принят на службу в чине гардемарина. В 1795-1796 годах на фрегате «Рафаил» крейсировал у английских берегов и в Немецком море.  1 мая 1796 года произведен в чин мичмана. В 1797 году на корабле «Св. Георгий Победоносец» участвовал в маневрах у Красной Горки и удостоился Монаршего благоволения.  В 1798—1800 годах плавал из Архангельска в Средиземное море, а затем из Триеста в Севастополь. В 1801 году вернулся сухопутным путём в Санкт-Петербург. 31 декабря 1804 года произведен в чин лейтенанта. В 1804—1808 годах на корабле «Ретвизан» участвовал в боевых действиях в Средиземном море, в том числе в Дарданелльском и Афонском сражениях, за которые награждён орденом Св. Анны 3-й степени. 26 ноября 1809 года «За беспорочную выслугу восемнадцати шестимесячных морских кампаний» Качалов был награждён орденом Св. Георгия 4-й степени (№ 2166 по кавалерскому списку Григоровича — Степанова). 12 декабря 1811 года произведен в чин капитан-лейтенанта. В 1812 году командовал придворными яхтами.
В 1813—1815 годах в составе гвардейского экипажа участвовал в заграничных походах. В 1816—1817 годах командуя 44-пушечным фрегатом «Меркурий» плавал в Великобританию и участвовал во флотских маневрах. В 1818—1824 годах вновь командовал придворными яхтами. В 1821 году награждён орденом Св. Анны 2-й степени. 24 апреля 1819 года произведен в чин капитана 2-го ранга. В 1824 году, командуя кораблем «Эмгейтен», на борту которого находились персоны царской фамилии, плавал в Росток и обратно.
Произведен 30 августа 1824 года в чин капитана 1-го ранга с переводом в Морской кадетский корпус с правом ношения мундира гвардейского экипажа. 31 января 1825 года назначен командиром гвардейского флотского экипажа. В 1826 году командовал 74-пушечный кораблем «Св. Владимир». В 1828 году награждён орденом Св. Владимира 3-й степени. 7 августа 1829 года произведен в чин контр-адмирала.  В 1830 году командовал учебной эскадрой Балтийского флота. 6 декабря 1837 года произведен в чин вице-адмирала. 18 февраля 1842 года назначен членом морского генерал-аудиториата. 6 декабря 1852 года произведен в чин адмирала. 19 апреля 1853 года назначен членом Адмиралтейств-совета.